# Вја Суоре (Болоња)
Вја Суоре (итал. Via Suore) је насеље у Италији у округу Болоња, региону Емилија-Ромања.
Према процени из 2011. у насељу је живело 34 становника. Насеље се налази на надморској висини од 167 м.